# Alma Lapajne
Alma Lapajne (rojena Granič), slovenska filmska režiserka in scenaristka * 1965
Odraščala je v Črnomlju v Beli krajini. Diplomirala je 1990 na katedri za Industrijsko elektrotehniko na Fakulteti za Elektrotehniko Univerze v Ljubljani. Kratek čas se je na inštitutu ukvarjala z laserji.
Od 1991 je zaposlena na RTV Slovenija. Dela kot režiserka za dokumentarni program, nekaj let tudi kot urednica izobraževalnega programa in vršilka dolžnosti (v. d.) kulturnih in umetniških programov (2010-2011). Med 1990 in 2000 je snemala večinoma kratkometražne dokumentarne in eksperimentalne filme, sedaj režisera tudi igrano-dokumentarne filme. Teme filmov so umetnost, biografski portreti, družbenakritika, podeželje.
Ob ustanovitvi Akademije za vizualne umetnosti (AVA) 2008 je predavala predmet Gibljiva slika-film. V letih 2008 in 2009 začela magistrski študij filmske režije na AGRFT pri Miranu Zupaniču in magistrirala 2010 s filmom Obisk in teoretično razpravo Igralec in režiser.

### Zasebno
Poročena z Boštjanom Lapajnetom.

## Nagrade
- 2000 posebno priznanje Jože Babič za avtorski pogled, 3. Festival slovenskega filma, Portorož

za Arija iz druge sobe - Portret Emerika Bernarda
- 2002 nagrada Jožeta Babiča za televizijsko igrano/dokumentarno delo, 5. Festival slovenskega filma, Portorož

za Nakovalo sanj
- 2003 nagrada Jožeta Babiča za dokumentarni film, 6. Festival slovenskega filma, Celje

za Mati